# Kẻ trộm Mặt Trăng 2
Kẻ trộm Mặt Trăng 2 (tựa gốc tiếng Anh: Despicable Me 2) là một bộ phim hoạt hình máy tính hài của Mỹ năm 2013 do Illumination Entertainment sản xuất và được phân phối bởi Universal Pictures, được công chiếu ở Úc vào ngày 5 tháng 6 năm 2013 và tại các rạp ở Mỹ vào ngày 3 tháng 7 năm 2013. Bộ phim này là phần tiếp theo của Kẻ trộm mặt trăng trong loạt phim Kẻ trộm mặt trăng được sản xuất vào năm 2010, cả hai bộ phim điều do Pierre Coffin và Chris Renaud làm đạo diễn, đồng thời Cinco Paul và Ken Daurio viết kịch bản.
Kẻ trộm Mặt Trăng 2 ra mắt tại Úc vào ngày 5 tháng 6 năm 2013, và được phát hành rạp tại Hoa Kỳ vào ngày 3 tháng 7, bởi Universal Pictures. Bộ phim nhận được đánh giá chung tích cực từ các nhà phê bình và thu về 970,8 triệu đô la trên toàn thế giới, trở thành bộ phim có doanh thu cao thứ ba trong năm 2013. Bộ phim đã được đề cử cho hai giải thưởng tại Lễ trao giải Oscar lần thứ 86, và nhận được nhiều lời khen ngợi. Phim cũng là phim có doanh thu cao nhất trong lịch sử 101 năm của Universal Pictures. Kẻ trộm Mặt Trăng 3 (2017) tiếp nối Kẻ trộm Mặt Trăng 2, và Minions được phát hành vào năm 2015.

## Nội dung
Bộ phim mở đầu khi một khu nghiên cứu bí mật ở Bắc Cực đang phát triển một loại huyết thanh gây đột biến có tên là PX-41 bị hút lên trời bởi một vật thể không xác định có hình dạng giống như nam châm. Trong lúc đó, Gru đang tổ chức sinh nhật cho cô con gái út Agnes. Khi bữa tiệc kết thúc thì một người phụ nữ tên là Lucy Wilde, đặc vụ của AVL (Anti-Villain League, Liên minh chống tội phạm), yêu cầu Gru đi với cô ấy. Gru liền phản đối nhưng bị Lucy đánh ngất bằng Lipstick Taser và đưa lên xe cô. Hai Minion khác cũng bị bắt khi cố gắng giải cứu chủ nhân. Lucy đưa Gru và 2 Minion đến trụ sở chính của AVL - là một chiếc tàu ngầm. Khi đến nơi thì Lucy giải thích rằng PX-41 là một loại huyết thanh gây đột biến cực mạnh, biến các sinh vật bị tiêm nó trở thành những cỗ máy giết người không thể bị tiêu diệt. Người lãnh đạo của AVL, Silas Ramsbottom cho biết PX-41 đã bị đánh cắp và sẽ trở thành vũ khí nguy hiểm nhất thế giới nếu nó rơi vào tay kẻ xấu. Ông yêu cầu Gru, với tư cách là một cựu ác nhân, giúp AVL điều tra thủ phạm và lấy lại PX-41. Gru từ chối và nói rằng anh đã là cha và là một doanh nhân hợp pháp. Khi ra về thì Lucy đưa cho Gru một cái thẻ và nói rằng nếu anh thay đổi ý kiến thì hãy liên lạc với cô. Vì muốn tiếp tục cuộc sống tội phạm của mình nên Tiến sĩ Nefario, bạn và là trợ lý của Gru, quyết định rời đi để tìm việc làm mới. Sau đó, Gru miễn cưỡng tham gia điều tra vụ trộm với cộng sự mới - Lucy Wilde.
Cặp đôi bắt đầu tìm kiếm trong Trung tâm mua sắm Paradise và cải trang thành nhân viên tiệm bánh. Gru ngay lập tức nghi ngờ ông chủ nhà hàng Mexico, Eduardo Pérez là El Macho, một tên tội phạm khét tiếng, người đã chết cách đây 20 năm bằng cách cưỡi một con cá mập cùng với 250 pound thuốc nổ buộc vào ngực và nhảy vào ngọn núi lửa đang hoạt động. Gru và Lucy đột nhập vào cửa hàng của Eduardo vào ban đêm nhưng không tìm được bằng chứng. Trong khi đó Agnes, người mơ ước có một người mẹ, tin rằng Gru yêu Lucy. Gru phủ nhận và nói rằng anh với Lucy chỉ là cộng sự.
Mặc dù Eduardo là nghi phạm hàng đầu của mình nhưng Gru vẫn theo dõi những người khác, bao gồm cả ông chủ cửa hàng tóc giả Floyd Eagle-san. Sau khi chứng kiến con trai của Eduardo, Antonio, mời Margo và mọi người tham dự bữa tiệc Cinco de Mayo của mình thì Gru tiếp tục nghi ngờ Eduardo. Hàng xóm của Gru là Jillian rủ anh đi ăn tối với cô bạn Shannon. Cuộc hẹn trở nên tồi tệ khi Shannon biết Gru đang đội tóc giả và cô muốn lấy nó ra khỏi đầu Gru để làm anh bẽ mặt. Nhưng Lucy đã kịp thời giải cứu Gru khi bắn Shannon bằng súng an thần. Trong khi họ đưa Shannon về nhà, Gru và Lucy dành thời gian riêng tư cho nhau, và Gru đã yêu cô.
Ngày hôm sau, AVL bắt giữ Eagle-san sau khi tìm thấy một cái lọ có dấu vết PX-41 trong cửa hàng của ông, và cuộc điều tra được Ramsbottom kết thúc. Lucy được chỉ định chuyển đến chi nhánh AVL ở Úc và tặng Gru cây son môi của cô như một món quà trước khi rời đi. Gru vì không đủ can đảm để hẹn hò với Lucy nên thay vào đó lại đưa các con anh đến bữa tiệc Cinco de Mayo. Ở đó, anh đi theo Eduardo và phát hiện ra một lối đi bí mật, và anh đã phát hiện ra rằng Eduardo chính là El Macho.
Trên chuyến bay đến Úc, Lucy nhận ra rằng mình cũng đã yêu Gru. Cô nhảy ra khỏi máy bay và sử dụng dù lượn để đến bữa tiệc. Gru phát hiện ra rằng Macho, người đã thuê Nefario làm đối tác, đã bắt cóc các Minion của anh và tiêm huyết thanh vào chúng. Macho có kế hoạch phóng tên lửa chứa Minion đột biến vào các thành phố lớn để thống trị thế giới. Anh ta cho Gru cơ hội hợp tác với anh ta, nhưng Gru đã từ chối.
Lucy sau đó đến bữa tiệc, nhưng Macho đã nhận ra danh tính và bắt Lucy sau khi Pollito, con gà cưng của Macho, lấy huy hiệu AVL từ ví của Lucy. Khi thấy cảnh đó thì tiến sĩ Nefario đã thông báo cho Gru biết. Sau đó ông quay trở lại nhóm của Gru và chế ra thuốc giải PX-41. Gru, Nefario và các con anh sử dụng nó như một vũ khí để biến các Minion trở lại bình thường. Macho sau đó tự tiêm PX-41 vào mình và biến thành quái vật, nhưng Gru đã đánh bại hắn bằng Lipstick Taser.
Gru thấy Lucy bị trói vào một tên lửa được buộc TNT xung quanh và bắt đầu cởi trói cho cô, nhưng Pollito đã kích hoạt công tắc, khiến nó bay về ngọn núi lửa nơi Macho trước đó đã dựng lên cái chết của mình. Trước khi đâm vào ngọn núi lửa thì Gru hỏi Lucy rằng "Cô có muốn hẹn hò với tôi không?" khiến cô ấy rất ngạc nhiên và trả lời "Tất nhiên rồi". Cả hai nhảy xuống biển trước khi tên lửa đâm vào núi lửa và phát nổ. 147 ngày sau, Gru và Lucy kết hôn với nhau và trở thành mẹ của 3 đứa trẻ, đúng với nguyện vọng của Agnes.